# Heliconius gibbsi
Heliconius gibbsi är en fjärilsart som beskrevs av William James Kaye 1919. Heliconius gibbsi ingår i släktet Heliconius och familjen praktfjärilar. Inga underarter finns listade i Catalogue of Life.